# Microrregión de Januária
La microrregión de Januária es una de las  microrregiones del estado brasileño de Minas Gerais perteneciente a la mesorregión  Norte de Minas. Su población fue estimada en 2006 por el IBGE en 271.328 habitantes y está dividida en dieciséis municipios. Posee un área total de 33.169,626 km².

## Municipios
- Bonito de Minas
- Chapada Gaúcha
- Cônego Marinho
- Icaraí de Minas
- Itacarambi
- Januária
- Juvenília
- Manga
- Matias Cardoso
- Miravânia
- Montalvânia
- Pedras de Maria da Cruz
- Pintópolis
- São Francisco
- São João das Missões
- Urucuia

- Datos: Q530234